# Адамов, Дмитрий Сергеевич
Дмитрий Сергеевич Адамов (род. 29 июня 2002 года, Ессентуки, Ставропольский край) — российский борец классического стиля. Двукратный победитель Игр стран СНГ. Победитель первенства мира до 23 лет. Член сборной России. Мастер спорта.

## Биография
Родился Адамов 29 июня 2002 года в г. Ессентуки Ставропольского края. Начал заниматься греко-римской борьбой с 6 лет под руководством своего первого тренера Вадима Маргиева в г. Пятигорск. Представляет Ростовскую область.

## Спортивная карьера
В 2017 году выиграл первенство России среди младших юношей до 16 лет в весе до 53 кг. В 2020 году был третьим на "тупиковом" первенстве России среди юниоров памяти Мягаса Сахабутдинова в весе до 72 кг, который прошёл в г. Казань. В марте 2021 года стал третьим уже на официальном первенстве России в Хабаровске. В июне 2021 года пришёл на третьем месте на V летней спартакиады молодёжи в Уфе. В сентябре 2021 года выиграл свой первый серьёзный титул, он стал победителем первых Игр стран СНГ в Казани, а также был первым на тупиковом первенстве страны в весе до 72 кг. В марте 2022 года стал победителем официального первенства России в весе до 72, одолев в финале Грайра Оганесяна из Новосибирской области. В ноябре 2022 года в составе взрослой сборной страны принял участие на мемориале Караваева в Минске, где был с бронзовой наградой. В 2023 году Адамов выиграл первенство России до 23 лет в Альметьевске, вторые Игры стран СНГ в Белоруссии и первенство мира до 23 лет в Албании В апреле 2024 года во второй раз выиграл первенство России до 23 лет.

## Спортивные достижения
- Первенство России среди юниоров 2020 (тупиковая) — ;
- Первенство России среди юниоров 2021  — ;
- Игры стран СНГ 2021 — ;
- Первенство России среди юниоров 2021 (тупиковая) — ;
- Первенство России среди юниоров 2022 — ;
- Мемориал Караваева 2022  — ;
- Первенство России до 23 лет 2023, 2024 — ;
- Игры стран СНГ 2023 — ;
- Первенство мира до 23 лет 2023 — ;

## Личная информация
Он является студентом Училище олимпийского резерва города Ростов-на-Дону.